# Tart
Pour les articles homonymes, voir Tart (homonymie).
Tart est une commune nouvelle française résultant de la fusion des communes de Tart-le-Haut et Tart-l'Abbaye le 1er janvier 2019, située dans le département de la Côte-d'Or en région Bourgogne-Franche-Comté.

## Géographie

### Climat
Pour des articles plus généraux, voir Climat de la Bourgogne-Franche-Comté et Climat de la Côte-d'Or.
En 2010, le climat de la commune est de type climat océanique dégradé des plaines du Centre et du Nord, selon une étude du Centre national de la recherche scientifique s'appuyant sur une série de données couvrant la période 1971-2000. En 2020, Météo-France publie une typologie des climats de la France métropolitaine dans laquelle la commune est dans une zone de transition entre le climat océanique altéré et le climat océanique altéré et est dans la région climatique Bourgogne, vallée de la Saône, caractérisée par un bon ensoleillement (1 900 h/an), un été chaud (18,5 °C), un air sec au printemps et en été et des vents faibles.
Pour la période 1971-2000, la température annuelle moyenne est de 10,7 °C, avec une amplitude thermique annuelle de 17,7 °C. Le cumul annuel moyen de précipitations est de 829 mm, avec 11,2 jours de précipitations en janvier et 7,7 jours en juillet. Pour la période 1991-2020, la température moyenne annuelle observée sur la station météorologique de Météo-France la plus proche, « Dijon-Longvic », sur la commune d'Ouges à 12 km à vol d'oiseau, est de 11,4 °C et le cumul annuel moyen de précipitations est de 743,4 mm,. Pour l'avenir, les paramètres climatiques de la commune estimés pour 2050 selon différents scénarios d'émission de gaz à effet de serre sont consultables sur un site dédié publié par Météo-France en novembre 2022.

## Urbanisme

### Typologie
Au 1er janvier 2024, Tart est catégorisée bourg rural, selon la nouvelle grille communale de densité à 7 niveaux définie par l'Insee en 2022.
Elle est située hors unité urbaine. Par ailleurs la commune fait partie de l'aire d'attraction de Dijon, dont elle est une commune de la couronne,. Cette aire, qui regroupe 333 communes, est catégorisée dans les aires de 200 000 à moins de 700 000 habitants,.

## Histoire
La commune est créée au 1er janvier 2019 par un arrêté préfectoral du 26 décembre 2018.

## Politique et administration

### Liste des maires
| Période | Période | Identité       | Étiquette | Qualité |
| ------- | ------- | -------------- | --------- | ------- |
|         |         | BAUCHET Daniel |           |         |

## Démographie
| Nom                  | Code Insee | Intercommunalité           | Superficie (km2) | Population (dernière pop. légale) | Densité (hab./km2) |
| -------------------- | ---------- | -------------------------- | ---------------- | --------------------------------- | ------------------ |
| Tart-le-Haut (siège) | 21623      | CC de la Plaine Dijonnaise | 10,3             | 1 387 (2016)                      | 135                |
| Tart-l'Abbaye        | 21621      | CC de la Plaine Dijonnaise | 3,38             | 197 (2016)                        | 58                 |

## Économie

### Agriculture
L'économie de Tart est fortement dominée par l'agriculture, notamment en grandes cultures céréalières. Le tournesol a notamment connu un essor important durant le XXe siècle. En 2021, 15% de la production de tournesol du département de la côte d'or provient du canton de Genlis.

## Culture locale et patrimoine

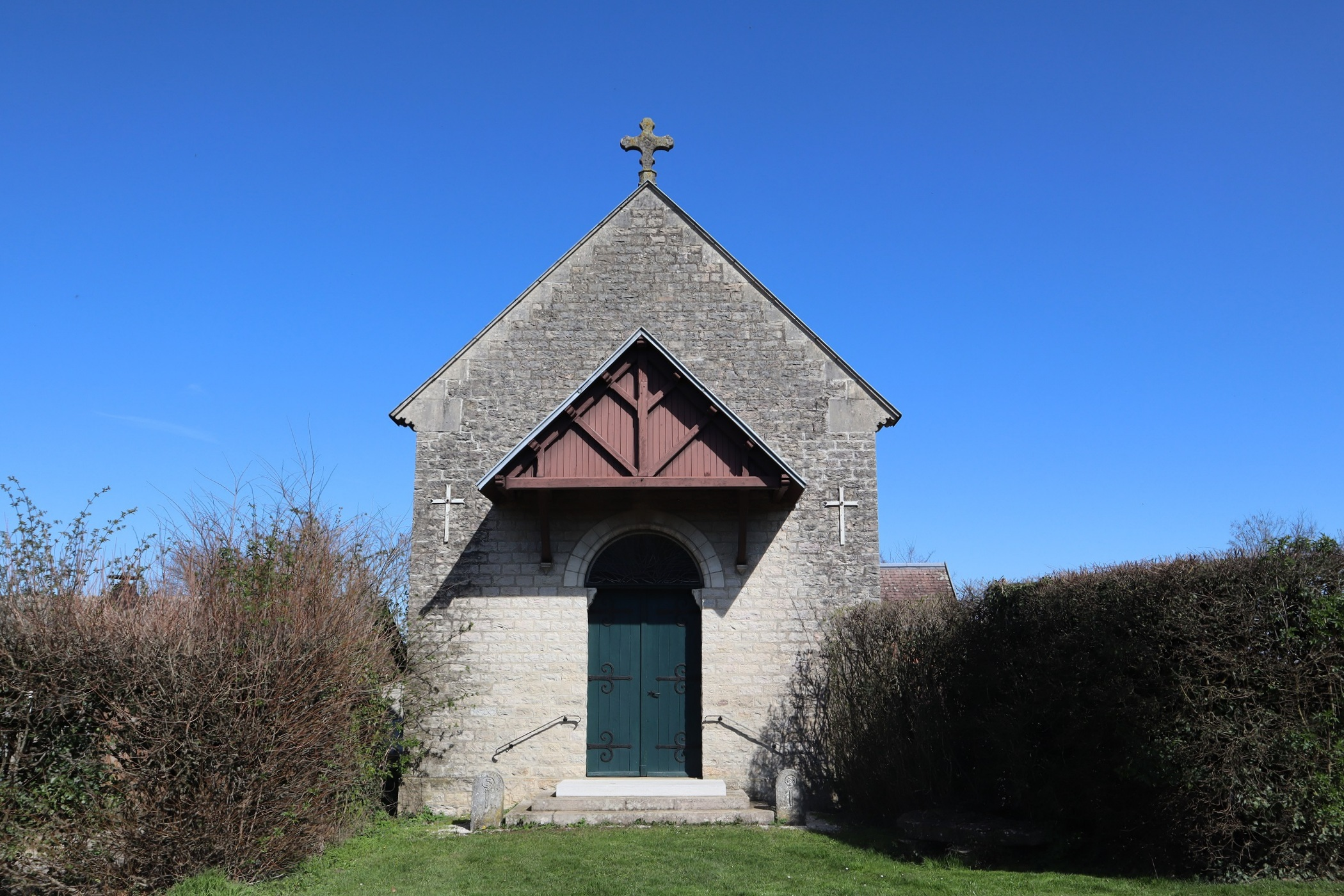
Chapelle de Tart-l'Abbaye.

### Lieux et monuments
- Église du Sacré-Cœur de Tart-le-Haut
- Chapelle Saint-Barthélemy.
- Vestiges de l'abbaye, maison-mère des Bernardines cisterciennes.

## Héraldique
| Blason de Tart | Blason  | Coupé ondé en forme de trois coupeaux: au 1er de gueules, au 2e de sinople chargé d'une jumelle ondée cousue d'azur, au chêne de sinople, fûté de tenné et englanté d'or brochant en coeur. |
| Blason de Tart | Détails | * Il y a là non-respect de la règle de contrariété des couleurs : ces armes sont fautives (sinople sur gueules). Adopté le 20 janvier 2022.                                                 |